# Cindy Pickett
Cindy Pickett (Sand Springs, 18 april 1947) is een Amerikaanse actrice.

## Biografie
Pickett werd geboren op 18 april 1947 in Sand Springs (Oklahoma) als dochter van Cecil Pickett, een regisseur en dramadocent aan de Universiteit van Houston.
Op televisie is ze vooral bekend van haar rol als Jackie Marler-Spaulding in de CBS-soapserie Guiding Light in de jaren 70 en Dr. Carol Novino in het televisiedrama St. Elsewhere in de jaren 80.  Ze had gastrollen in tal van andere televisieseries, waaronder Riptide, Simon & Simon, Magnum, P.I., L.A. Law, Murder, She Wrote, The Pretender, NYPD Blue, CSI: Miami, Without a Trace, Crossing Jordan en Burn Notice. In de televisiefilm Margin for Murder uit 1981 speelde Pickett de rol van Velda, de toegewijde secretaresse van Mike Hammer.
Ze maakte haar filmdebuut met een hoofdrol in de erotische film Night Games uit 1980 van regisseur Roger Vadim. Het was een seksueel geladen rol met talloze naaktscènes, maar de film bleef onopgemerkt en gaf Picketts carrière geen boost. Ze is echter het meest bekend bij het publiek vanwege haar  rol als Katie Bueller, Ferris Buellers liefhebbende en nietsvermoedende moeder in de Amerikaanse komedie Ferris Bueller's Day Off uit 1986.
Pickett had een relatie met Roger Vadim, die haar regisseerde in Night Games. Van 1986 tot 1992 was ze getrouwd met acteur Lyman Ward, die ze had leren kennen op de set van Ferris Bueller's Day Off. Het paar kreeg twee kinderen.